# Salon de Bruxelles de 1815
Le Salon de Bruxelles de 1815 est la troisième édition du Salon de Bruxelles, exposition périodique d'œuvres d'artistes vivants. Il a lieu en 1815, du 1er mai au 16 mai dans les anciens appartements du palais de Charles de Lorraine à Bruxelles, à l'initiative de la Société de Bruxelles pour l'encouragement des beaux-arts, sous la présidence de Charles-Joseph d'Ursel. Cette édition a lieu après la chute du Premier Empire, alors que la Belgique est placée sous la tutelle des Alliés.

## Organisation

### Souscriptions
Comme pour les Salons précédents, des listes de souscriptions, engageant les destinataires à s'associer de la sorte au succès du concours de peinture et de sculpture sont envoyées et rencontrent un grand succès. 
Les médailles de prix seront assorties d'une somme d'argent : peinture (400 florins du Brabant), sculpture (600 florins), paysage (300 florins), architecture (150 florins), dessin (100 florins).

### Exposition
Le jury comprend des artistes renommés. Trente œuvres sont sélectionnées pour le concours divisé en cinq catégories, tandis que le catalogue général comprend au total 272 œuvres. La police du Salon prévoit, dans son protocole, que l'exposition sera ouverte tous les jours de dix heures du matin à trois heures de l'après-midi. Les visiteurs ne peuvent entrer avec un parapluie, une canne ou une épée. Il est également défendu de toucher aux œuvres présentées.

## Résultats
Lors de la séance du 23 mai 1815, à la mairie de Bruxelles, les prix suivants sont octroyés et de nouvelles catégories (médailles d'honneur) sont ajoutées par rapport aux deux éditions précédentes :

### Peinture
- Sujet : Jupiter et Mercure chez Philémon et Baucis.
- Prix : médaille d'or : Jean Joseph Verellen (d) [N 1].
- Accessit : Pierre Van Hanselaere (d).

### Paysage
- Sujet : Un clair de lune.
- Prix : Antoine Payen
- Accessit : Henry Voordecker et Henri Van der Poorten

### Sculpture
- Sujet : La Statue de Jean de Locquenghien.
- Prix : Charles Malaise.

### Architecture
- Sujet : Plan d'une Porte de Ville pour une grande cité ouverte dans la Belgique.
- Prix :
- Médaille d'encouragement : Antoine Moreau (de Nivelles)

### Dessin
- Sujet : Thésée et Ethra.
- Prix :

### Médailles d'honneur (hors concours)
- Sujet : Meilleur tableau d'intérieur peint à l'huile avec figures.
- Sujet : Meilleur tableau de fleurs ou de fruits peint à l'huile.
- Sujet : Meilleur portrait à l'huile.
- Sujet : Meilleure miniature.
- Sujet : Meilleure gravure.